# 曾天從
曾天從（1910年7月24日—2007年8月31日），臺灣臺北新莊人，自號霄容。外文拼音Zeng Tianzong，臺羅拼音Tsan Thinn-Tsiông。畢業自早稻田大學、東京帝國大學，攻讀德文與哲學，太平洋戰爭時任教滿洲國瀋陽農業大學，戰後則回臺任教臺灣大學哲學系，專冶科學哲學及實存主義，為臺灣哲學思想的先驅。

## 生平
1910年7月24日生於臺北新莊。其父曾紅毛為虔誠長老教徒，為新莊掌中戲之盛扶助貢獻，又創設擬花手工業廠而對桑梓家鄉多有建樹。曾天從排行么兒，上有群姐，因家中重男傳統故以「天從人願」之意命名。
1916年寄讀於新莊公學校；1918年正式成為公學校一年級生。1923年間曾到日本遊歷；隔年新莊公學校畢業即考入臺北第一中學。同屆臺人同學有工學博士葉炳賢，臺灣大學教授顏滄海等。1928年3月一中畢業後隔月旋即負笈日本東京，就讀早稻田第一高等學院文科乙類，修讀德文。
1931年3月畢業，4月進入早稻田大學大學部文學科專修德文，師承山岸光宣，因此藉修習德文發現哲學之重要，進而浸沉於哲學。1934年3月畢業時已有整體哲學體系的構想，著有《純粹現實學序說》，隨後在尚未領到畢業證書下回臺山居龜山鄉牛角坡村專心著作。其間年雖繼續從事著作，甚有進展，但因家中催婚之事擾其學術研究，故內心更為厭之傳統禮教。
1936年5月完成其哲學體系「純粹現實學」之初步著作《真理原理論》，並受桑木嚴翼之薦入東京帝國大學文學部西洋哲學研究室深造。隔年《真理原理論》由東京理想社出版，桑木嚴翼作序，盛受學界注意。研究之暇常與同學葉炳賢之妹、就讀日本東京女子醫學專門學校的葉瓊玉醫師來往，於1938年回臺時入臺北帝國大學西洋哲學研究室研究，期間與葉醫師訂婚，隔年結婚、9月攜妻再度赴日，於東京帝國大學文學部西洋哲學研究室研究，至1941年3月止，隔月入早稻田大學文學部大學院西洋哲學繼續專研。然1941年太平洋戰爭爆發，東京時有空襲。臺日之間航運亦屢受盟軍潛艇攻擊，1943年9月畢業時遂轉往滿洲國，在奉天農業大學執教到終戰為止，期間生活至苦。1945年輾轉自滿洲經天津、上海回臺，中途倍嚐流難之苦。
1946年10月受時任系主任的林茂生邀至國立臺灣大學文學院哲學系任教，教授哲學概論、理則學、德文等，與洪耀勳為同期入哲學系的同事；1954年受臺灣省文獻委員會邀編《臺灣省通志稿》哲學篇；1960年代末亦受青文出版社之邀撰寫《現實存在論：科學的哲學基礎論》八部、《哲學體系重建論》上下卷等。1978年 11月退休時受哲學系聘名譽教授。
除哲學研究外，曾天從亦對詩作有所旨趣。1986年5月青文出版社出版其詩作《詩詞試詠》。1986年12月1日，於臺大文學院舉辦「悼念洪耀勳教授」紀念演講會中，發表〈悼念洪耀勳兄辭世〉詩十首。2007年8月31日逝世。

## 理論與主張
曾天從負笈日本師承山岸光宣、桑木嚴翼，專研德國文學、哲學等，受德哲尼古拉·哈特曼影響，一生顛簸中試建構「現實存在論」的哲學體系，也影響著同儕洪耀勳的哲學思想：

### 真理原理論
真理原理論為曾天從哲學體系之基礎，為真理自體（存在論）、真理認識（認識論）、準真理自體（純理論─論理、數理）、實存真理（價值論─歷史、社會、文化等）四門，經絕對辯證法決為真理原理論的統一體系，此論影響著同儕洪耀勳「真理論的絕對辯證法」的哲學思想。

### 現實存在論
曾天從的哲學體系第一哲學視為現實存在論、超現實存在論，即存在論；第二哲學為純粹現實學、即知識論；第三哲學則為實踐哲學，即價值論。其中現實存在論他完成了宇宙論、物質論、生命論、意識論、精神論、文化論；超現實存在論的時空論及論理論等，然二十四論雖未完成，但其《哲學體系重建論》二卷則為其哲學體系的導論。

## 著作列表
本列表列出曾天從先生的著作：

### 學位論文
- 1934年，《現實學序說》［早稻田大學文學部文學科畢業論文］。

### 著書
- 1937年，《真理原理論：純粋現実学序說》。東京：東京理想社。（日文）
- 1941年，《真理觀之諸問題》［出版地不詳］ 。
- 1941年，《純粹現實學之構想》［出版地不詳］ 。
- 1943年，《批判的辯證法與實在論的範疇論》［出版地不詳］ 。
- 1946年，《社會進步之基準》［出版地不詳］ 。
- 《現實存在論：科學的哲學基礎論》。臺北：青文。共八部：
  - 1968年，《第一部：宇宙論》。
  - 1969年，《第二部：物質論》。
  - 1969年，《第三部：生命論》。
  - 1970年，《第四部：意識論》。
  - 1970年，《第五部：精神論》。
  - 1972年，《第六部：文化論》。
  - 1973年，《第七部：時空論》。
  - 1974年，《第八部：論理論》。
- 1981年，《哲學體系重建論》（上卷）。臺北：青文。
- 1981年，《哲學體系重建論》（下卷）。臺北：青文。

### 篇章論文
- 1982年，〈哲學理念論及目的論〉，《鵝湖月刊》，期83，頁 10-17。

### 其他
- 1954年，《臺灣省通志稿 卷六 學藝志 哲學篇》。臺北：臺灣省文獻委員會。
- 1961年，《現實存在之根本構造》。臺北：行政院國家科學委員會(50)年度全年研究報告彙存。
- 1967年，《文化構造論》。臺北：行政院國家科學委員會補助專題研究計畫成果報告。
- 1969年，《時空論之歷史的討究》。臺北：行政院國家科學委員會補助專題研究計畫成果報告。
- 1971年，《時空論之體系的考究》。臺北：行政院國家科學委員會補助專題研究計畫成果報告。
- 1972年，《論理系統之歷史的討究》。臺北：行政院國家科學委員會補助專題研究計畫成果報告。
- 1974年，《形式論理與辨證論理之關係問題》。臺北：行政院國家科學委員會、臺灣大學哲學系教職員硏究報告(3515789)。
- 1986年，《詩詞試詠》。臺北：青文。
- 《論理學講義》（未出版）。
- 《形上學講義》（未出版）。
- 《知識論講義》（未出版）。
- 《詩詞試詠》（又稱《詩詞試詠補遺》）續編，打字稿，未出版。

## 延伸閱讀
- 中央研究院「日治臺灣哲學與實存運動」研究計畫，《日治時期臺灣哲學文獻清單列表 （页面存档备份，存于）》。
- 臺灣大學哲學系，《臺灣哲學研究資料庫 （页面存档备份，存于）》。
- 監察院，《臺灣大學哲學系案》。
- 林谷峰（編），《曾教授天從哲學著作之簡介》。自費出版（收入《曾天從教授百歲冥誕紀念集》，頁108-132）。
- 趙天儀，2005，〈臺灣哲學思想的開拓者曾天從教授哲學體系的建構試探—曾天從哲學體系及其《宇宙論》〉，《第四屆臺灣文化國際學術研討會論文集—臺灣思想與臺灣主體性》，頁109-117。臺北：國立臺灣師範大學臺灣文化及語言文學研究所（收入《曾天從教授百歲冥誕紀念集》，頁133-146）。
- 趙天儀，2006，《臺灣美學的探求：美感世界的造訪》。臺北：富春文化。
- 趙天儀、郭博文、林義正（編），2011，《曾天從教授百歲冥誕紀念集》。臺北：富春文化。
- 廖仁義，1998，〈臺灣哲學的歷史構造─日據時期臺灣哲學思潮的發生與演變〉，《當代》，期28，頁25-34。